# غاز قهقهه‌زن
غاز قَهقَهِه‌زن، غاز قاه‌قاه‌کن، غاز غُلغُله‌گر یا غاز وراج (نام علمی: Branta hutchinsii) نام یک گونه از سرده غازهای سیاه است.